# Уокер, Чарльз (блюзмен)
Чарльз «Уигг» Уокер (англ. Charles «Wigg» Walker; род. 12 июля 1940, Нашвилл, Теннесси, США) — американский блюзовый  певец и автор песен. Номинант Blues Music Awards в номинации «Альбом-возвращение» (2001). .

## Биография
Чарльз Уокер родился в Нашвилле в 1940 году. Прозвище «Wigg» (рус. Парик) Чарльзу дала мать ещё новорождённому из-за его впечатляющей шевелюры с которой он родился . Как и у многих музыкантов, его карьера началась с пения в церкви и в школьном оркестре. Уже в 15 лет получил постоянное место исполнителя в клубе New Era .
Впервые записался на сингле «Slave To Love» под именем несуществующей группы Charles Walker & The Daffodils, выпущенном в 1959 году на нэшвилльском лейбле «Champion». В 1960 году Уокер переехал в Нью-Йорк, где было много студий и работы в ночных клубах. Там он познакомился с предпринимателем в области звукозаписи Бобби Робинсоном, который записал несколько демо с Чарльзом для собственного лейбла «Fury». Вскоре после этого случайная встреча с группой JC Davis Band, которая играла в знаменитом театре Apollo, открывая выступления Джеки Уилсона, привела к тому, что Чарльз стал их солистом. В составе группы он записывался на Chess Records и гастролировал по всей стране, открывая концерты таких исполнителей, как Джеймс Браун, Джеки Уилсон, Этта Джеймс, Уилсон Пикетт, Литтл Вилли Джон, Отис Реддинг и Сэм Кук. В 1964 году Чарльз Уокер сформировал свою собственную группу Little Charles and the Sidewinders. Они стали одной из самых востребованных соул-групп на ночных клубах Нью-Йорка, выступая в Apollo Theater, Small's Paradise и выступая в Лас-Вегасе и Атлантик-Сити. Группа во второй половине 1960-х записала семь синглов, из них четыре на Decca Records, но не добилась большой популярности. 
В 1970-е Уокер отошёл от музыкальной карьеры, лишь изредка выступая. В основном в то время он занимался своей художественной галереей . В 1979 году ненадолго вернулся в бизнес как автор песен для Motown Records. В начале 1980-х с партнёром по написанию песен Барбарой Перри переехал в Европу, где с удивлением обнаружил что его творчество пользуется популярностью: «Я думал, что они мертвы, но они были очень популярны в Европе. Это положило начало совершенно другой карьере» . Некоторые из его ранних записей были переизданы в Европе и создали спрос на концерты. Большую часть 1980-х и начало 1990-х Уокер провёл в Европе, даже основал свой собственный лейбл PRG и выпустил сингл «See Me», но вернулся в Нашвилл в 1993 году. Там сцена соул-блюз музыки процветала, и Уокер вернулся к активной концертной деятельности. В 1999 году вышел его дебютный альбом I'm Available на голландской Black Magic Records. Он не остался незамеченным и в США, и в 2000 году Cannonball Records купила права на альбом и выпустила его под другим названием Leavin' This Old Town. Альбом описывался как "Впечатляющая, с чувством спродюсированная (Фредом Джеймсом) коллекция глубокого южного соула и современного соул-блюза. Вместо того, чтобы откапывать заплесневелые старые вещи, в наборе в основном представлены недавние песни, такие как потрясающая «Make It Rain» (также появилась на дебютном альбоме Майкла Бёркса от Alligator Records), облегающая «Fleetwood Cadillac» и мемфисский соул «Need Somebody». Среди гостей гитарист Джонни Джонс, который также поёт дуэтом с Уокером в джук-джойнте R&B «Nothing A Young Girl Can Do», который дает зрелым дамам их права, и Эл Гарнер, который поёт гармонию на трех треках. Еще две яркие композиции — проникнутая госпелом «Judge Of Hearts» и лукавый, едкий блюз «The Monkey» . Альбом в 2001 году был номинирован на Blues Music Award в номинации «Альбом-возвращение». В том же году вышел совместный с Джонсом концертный альбом In The House. 
В 2003 году вышел альбом Number By Heart, где была представлена соул-музыка. «Это глубокий южный соул с органом, духовыми инструментами, смелым пением — работа; переносящая вас во времена Отиса Реддинга, Сэма и Дэйва, Перси Следжа и даже Джеймса Карра в период их расцвета» . С 2007 года Чарльз Уокер пел в составе группы The Dynamites, записав с ней три альбома и гастролируя в США, Канаде, Европе и Австралии. Сам Уокер записал ещё три сольных альбома в то же время: Still Finding My Way, Soul Stirring Thing и Love Is Only Everything.
Следующий альбом This Love Is Gonna Last выпустил после более чем десятилетнего перерыва: «образец не только его незабываемого вокала, но и непревзойденного звукового и эмоционального диапазона, который определяет его творчество на протяжении более полувека» . 
Живёт в Нашвилле, его жена Марва умерла в 2024 году. Часто выступает со своей группой . 

## Дискография
- 1999: I'm Available (Black Magic Records)
- 2000: In The House с Джонни Джонсом (Crosscut Records)
- 2000: Leavin' This Old Town (Cannonball Records)
- 2003: Number By Heart (Zane Records)
- 2007: Kaboom! с The Dynamites (Ter A Terre)
- 2007: Still Finding My Way (Deep Down Records)
- 2009: Burn It Down с The Dynamites (Ter A Terre)
- 2010: Soul Stirring Thing (Blue Label)
- 2012: Burn It Down с The Dynamites (Cosmic Groove)
- 2013: Love Is Only Everything (Redeye)
- 2024: This Love Is Gonna Last